# Laëtitia ou la Fin des hommes
Laëtitia ou la Fin des hommes est une biographie sous forme d'enquête ou « roman vrai », écrite par l'historien et écrivain Ivan Jablonka et parue en 2016 aux éditions du Seuil. Le livre a reçu le prix Médicis et le prix littéraire du Monde en 2016.
Partant d'un fait divers – l'assassinat de Laëtitia Perrais (1992-2011) –, le livre brosse le portrait de la société française, en évoquant les médias, la justice, le gouvernement ou les zones périurbaines. Au-delà de la vie et de la mort de la femme, il s'agit d'une réflexion sur les violences faites aux femmes et les féminicides, ainsi qu'une « radiographie sans complaisance de la France » au début du XXIe siècle.
Adapté à la télévision en 2020 par le réalisateur Jean-Xavier de Lestrade, le livre ainsi que la mini-série peuvent être rattachés au mouvement MeToo et Balance ton porc.

## Résumé
L'histoire d'une femme, Laëtitia Perrais, enlevée, poignardée, étranglée et démembrée par son agresseur Tony Meilhon, et de sa sœur Jessica Perrais : le livre retrace la vie de la femme, son placement en famille d'accueil et le crime qui s'est déroulé près de Pornic en 2011, tout en allant plus loin qu'une simple analyse de ce fait divers. L'auteur analyse notamment le rôle des medias, de la justice, de l'exécutif, du président de la République Nicolas Sarkozy, des jeunes dans notre société et des violences faites aux femmes.
Dans le chapitre 50, intitulé « Féminicide », l'auteur analyse le modus operandi du meurtre de Perrais, alléguant qu'il s'agit d'un « crime misogyne », la femme ayant été « mise à mort en tant que femme » (p. 370).

## Analyse
Le récit alterne entre la vie de Laëtitia Perrais (1992-2011) et l'enquête criminelle depuis sa disparition jusqu'au procès de Tony Meilhon (2011-2015), l'accent étant mis sur « la vie et non (sur) la mort ». Le livre fait donc le « portrait d'une victime » anonyme, à laquelle il rend hommage. C'était déjà le projet de l'auteur dans Histoire des grands-parents que je n'ai pas eus à propos de ses grands-parents assassinés pendant la Seconde Guerre mondiale, comme il le précise au début du livre dans sa lettre à l'avocate Cécile de Oliveira :

« C’est une recherche historique, ainsi qu’une stèle à la mémoire de deux jeunes gens assassinés à la fleur de l’âge. Le même sentiment me pousse à écrire sur Laëtitia. Je voudrais retracer sa vie : son parcours, les épreuves qu’elle a subies, l’avenir qu’elle se préparait, l’injustice et l’horreur d’une vie détruite. »

— Jablonka, Laëtitia, p. 11.
Bien que récompensé dans la catégorie « romans » du prix Médicis, le livre peut être défini selon d'autres critères, comme un livre d'histoire ou de sociologie, un essai, une biographie (de Laëtitia Perrais), une enquête, un brûlot féministe, un roman vrai ou encore une oraison funèbre.
L’enquête est fondée sur les témoignages des proches des jumelles Perrais (parents, oncles…) et des « parties civiles, témoins, enquêteurs, magistrats, personnels socio-éducatifs, enseignants ou amis de Laëtitia », les dossiers des jumelles à l'aide sociale à l'enfance et les débats aux différents procès. Jablonka fait aussi usage d’« archives numériques » comme les SMS de Laëtitia Perrais, ses posts Facebook et ses « likes » sur des groupes Facebook, en s'intéressant aux formes d'écriture qu'elles suscitent, puisque quand elle était « en ligne, Laëtitia écrivait “mwa” au lieu de “moi” »

## Les masculinités
Ainsi que l’indique le sous-titre du livre, Laëtitia est aussi une réflexion sur les masculinités. Dans un entretien au Monde, citant la sociologue Raewyn Connell, Jablonka déclare que son livre porte « sur les hommes dans la société, les hommes dans la cité, vis-à-vis de leurs propres masculinités. ».
Il s’agit principalement de celles des hommes qui ont détruit Laëtitia par le fait de leurs violences : son père biologique, son père d’accueil et son meurtrier, auxquels s’ajoute le Président de la République qui a instrumentalisé le fait divers en 2011. Pour Jablonka, « l’affaire Laëtitia révèle le spectre des masculinités dévoyées au XXIe siècle, des tyrannies mâles, des paternités difformes, le patriarcat qui n’en finit pas de mourir. ».
Mais il évoque aussi les hommes qui ont rendu à Laëtitia sa dignité après son assassinat, par exemple le juge d’instruction, le procureur de la République et le gendarme chargé de l’enquête. Par conséquent, « l’État n’est pas un monstre patriarcal sexiste. ».
Enfin, l’auteur s’inclue dans son analyse, puisqu’il est lui-même un homme, mais c’est pour faire la critique de sa culture sexuée : « Pour la première fois, j’ai eu honte de mon genre. ». À la suite, l’auteur publie Des hommes justes sur les masculinités positives, voire utopiques. Comme l’écrit Cécile Daumas dans Libération, « Des hommes justes peut être lu comme la suite de ce fait divers brillamment analysé par Ivan Jablonka. Du masculin exprimé dans sa pire violence, il passe à l'homme ordinaire. ».

## Réception critique
Le récit a été salué par la critique, et a remporté le prix littéraire du Monde et le prix Transfuge du meilleur essai, avant de recevoir le prix Médicis en 2016. L'ouvrage a été sélectionné pour le Goncourt et le Renaudot.
Dans L'Obs, Jérôme Garcin écrit que « l'incroyable puissance de ce livre tient à sa forme hybride (...) et à l'engagement total, aussi intellectuel qu'affectif, de son auteur ». La revue Diacritik estime que l'« on n'écrira plus le fait divers comme avant ». Dans Esprit, Emmanuel Laurentin écrit que, grâce aux « sciences humaines brillamment mobilisées par l'auteur-historien », ce livre « continue de nous préoccuper bien après la dernière page achevée ».
Enfin, toujours en 2016, le livre reçoit le prix des prix littéraires, dont le lauréat est choisi parmi les grands prix littéraires décernés à l'automne.
Néanmoins, l'ouvrage a été critiqué par Léonord le Caisne, anthropologue et directrice de recherche au CNRS, comme un récit téléologique qui ne respecte pas la scientificité prétendue. En effet, selon la chercheuse, l'auteur prétend à une démarche historique mais cette dernière ne peut absolument pas être qualifiée comme telle. Pour Léonord le Caisne, Jablonka ne prend pas en compte ses propres biais et romantise l'histoire de Laëtitia.

## Adaptation
Le livre a été adapté en mini-série par le réalisateur Jean-Xavier de Lestrade, avec notamment les comédiens Yannick Choirat, Marie Colomb, Alix Poisson et Noam Morgensztern. Elle a été sélectionnée au festival de Sundance, une première pour une série française.
La mini-série est constituée de six épisodes de 55 minutes, diffusés les 21 et 28 septembre 2020 sur France 2, puis en septembre 2021 sur la chaîne américaine HBO, ce qui est décrit par le magazine Télérama comme une "reconnaissance". En 2021, le journal The New York Times place la série dans son classement des meilleures séries internationales. En septembre 2022, la série est disponible sur la plateforme Netflix.